# Station Acton Main Line
Station Acton Main Line is een spoorwegstation aan de Great Western Main Line in de plaats Acton, in de Londense buitenwijk Ealing op 6,9 km ten westen van Paddington. Het station wordt bediend door de Elizabeth-lijn en wordt beheerd door Transport for London. In het kader van het Crossrail-project werd het station geheel rolstoeltoegankelijk en kreeg het een nieuw stationsgebouw.

## Geschiedenis
De Great Western Main Line werd in 1838 door de Great Western Railway (GWR) voor het langeafstandsverkeer. Vlak ten westen van Londen loopt deze lijn langs Acton maar het station aldaar werd pas op 1 februari 1868 door de GWR geopend. Aanvankelijk heette het simpelweg Acton, na de nationalisatie van de Britse spoorwegen in 1948 werd het geëxploiteerd door de Western Region of British Railways die het station op 26 september 1949 omdoopte in Acton Main Line. Toen British Railways werd gesectoriseerd ging het station over in Network SouthEast tot de herprivatisering van de Britse spoorwegen.
De Great Western Railway bouwde eind negentiende eeuw een groot goederenemplacement naast het station. Het was een van een reeks van dergelijke terreinen aan de rand van Londen voor de overslag van goederen tussen de verschillende spoorwegen. Het terrein is nog in gebruik, maar op een veel kleinere schaal dan aanvankelijk.
In 1947 kende het station 3 perrons met Victoriaanse houten kappen over de volle lengte, een zijperron langs spoor 1 en twee eilandperrons. Het zijperron werd eind jaren 60 van de 20e eeuw gesloopt en in 1974 volgde de sloop van het imposante Victoriaanse stationsgebouw. Dat gebouw werd vervangen door een bescheiden kaartverkoop en de perronkappen werden verwijderd. Spoor 1 bleef in gebruik voor sneldiensten en de sporen langs de perrons kregen de nummers 2 - 4. Alle treinen op de Great Western Main Line passeren het station. De frequentie van treinen werd jaren 60 van de 20e eeuw teruggebracht tot een spitsdienst.
In de jaren 90 van de 20e eeuw werd de Great Western Main Line bij Acton geëlektrificeerd als onderdeel van het Heathrow Express. Begin 1996 werd een nieuw stationsgebouw voltooid tijdens een grondige renovatie van de naastgelegen brug aan Horn Lane. In 2004 werd de vermindering van het aantal diensten tot 2 treinen per uur door First Great Western Link bekritiseerd door omwonenden, die opriepen om het station te laten bedienen door Crossrail-diensten. In 2008 werd Oyster pay as you go beschikbaar voor passagiers op het station.

## Verbouwing
In mei 2011 kondigde Network Rail aan dat het verbeteringen en aanpassingen zou doorvoeren om het station voor te bereiden op Crossrail-diensten. Het ontwerp werd in 2016 ter goedkeuring voorgelegd aan de Ealing Council. Het werk omvatte een nieuw stationsgebouw ontworpen door Bennetts Associates met gelijkvloerse toegang vanaf Horn Lane, perronverlengingen, nieuwe perronkappen en rolstoeltoegankelijke perrons. Buiten het station bekostigden Transport for London en Ealing Borough Council een nieuwe rotonde met zebrapaden, verbrede trottoirs, beplanting met bomen en overdekte fietsenstallingen.
Medio 2013 werd over de gehele lengte van het eilandperron tussen spoor 2 en 3 een hek met doorgangen geplaatst dat reizigers scheidt van de sporen voor sneldiensten. In juni 2017 werd bekend dat de oplevering van het station werd uitgesteld tot 2019. In december 2017 nam MTR Crossrail het beheer van het station over van Great Western Railway, met TfL Rail-diensten die vanaf mei 2018 liepen ter voorbereiding op de volledige exploitatie van de Elizabeth line. In 2019 werden contracten voor het nieuwe stationsgebouw gegund, waardoor de bouw van het nieuwe stationsgebouw mogelijk werd.
Na vertragingen als gevolg van de COVID-19-pandemie opende het gerenoveerde rolstoeltoegankelijke station op 18 maart 2021.

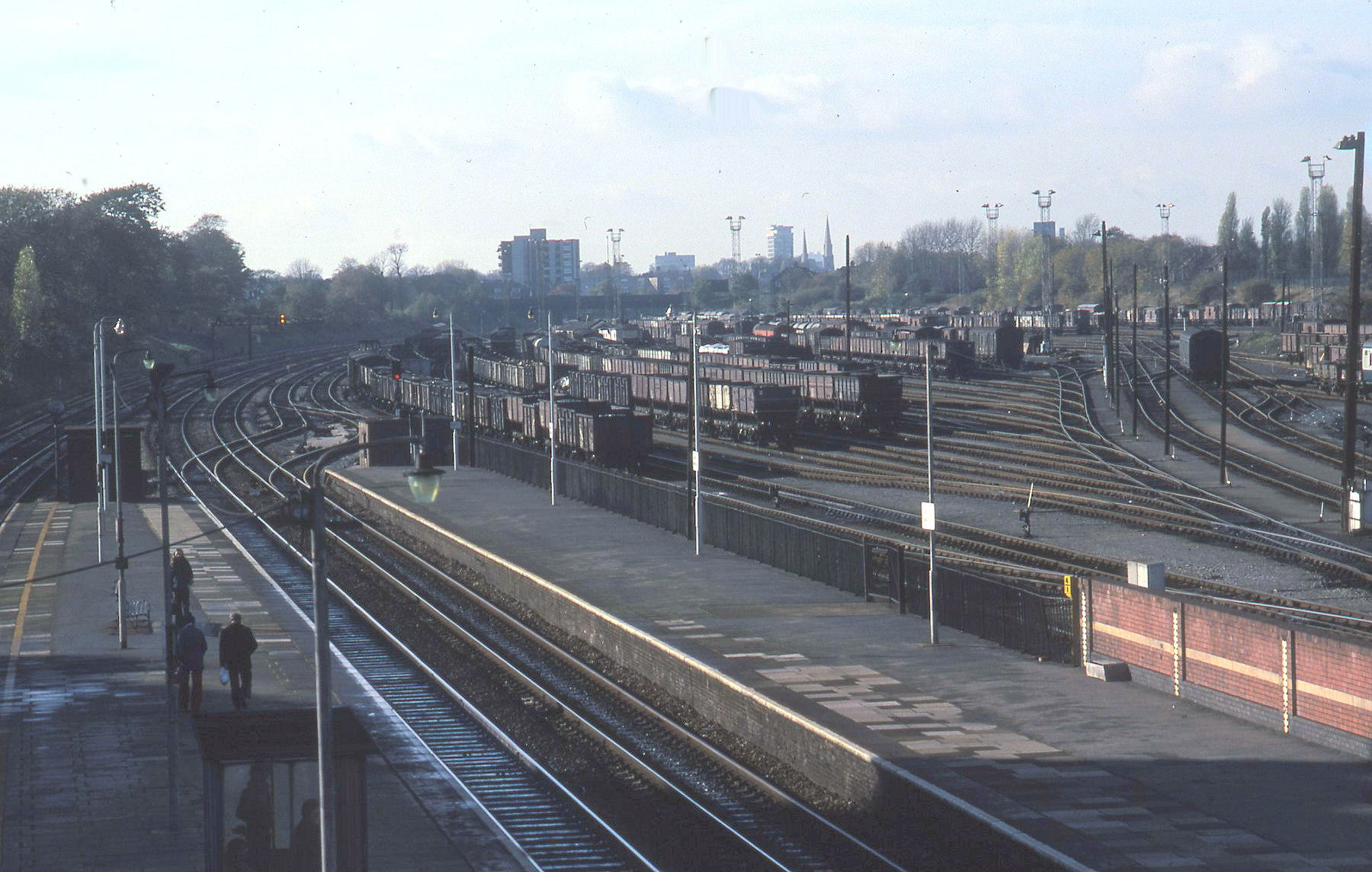
Het rangeerterrein in 1980
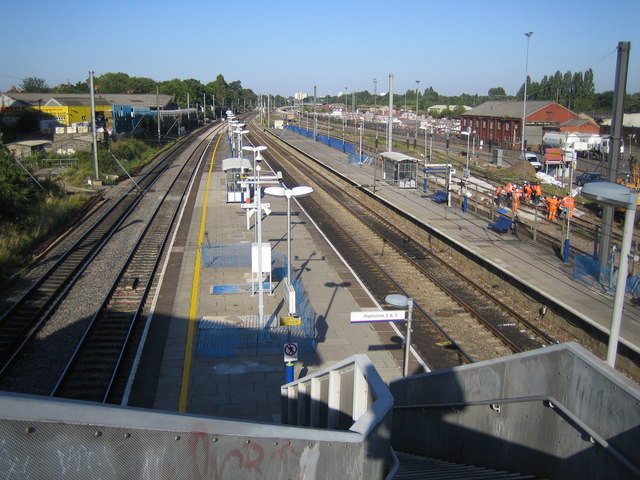
De perrons in 2006
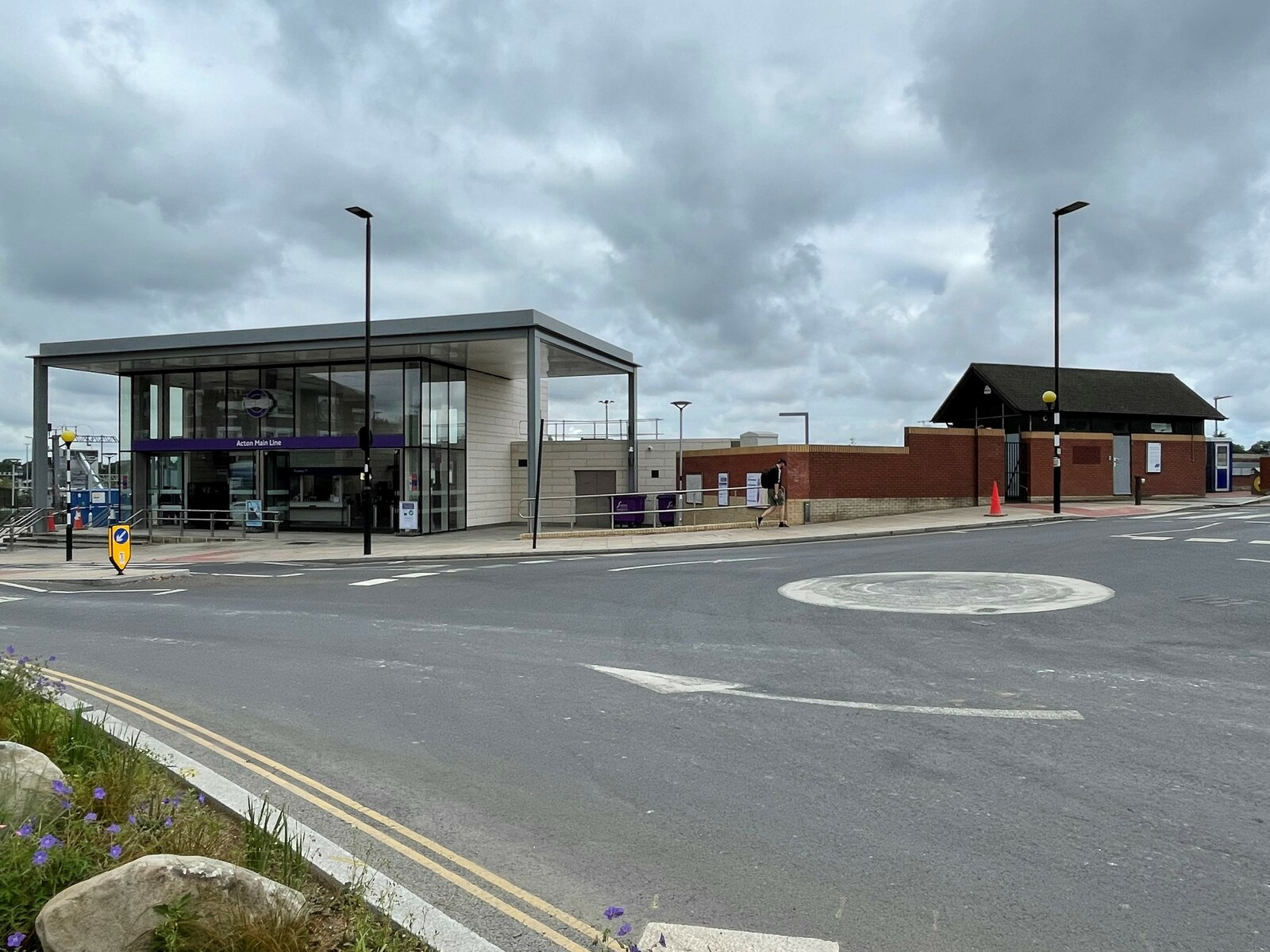
Nieuw en oud
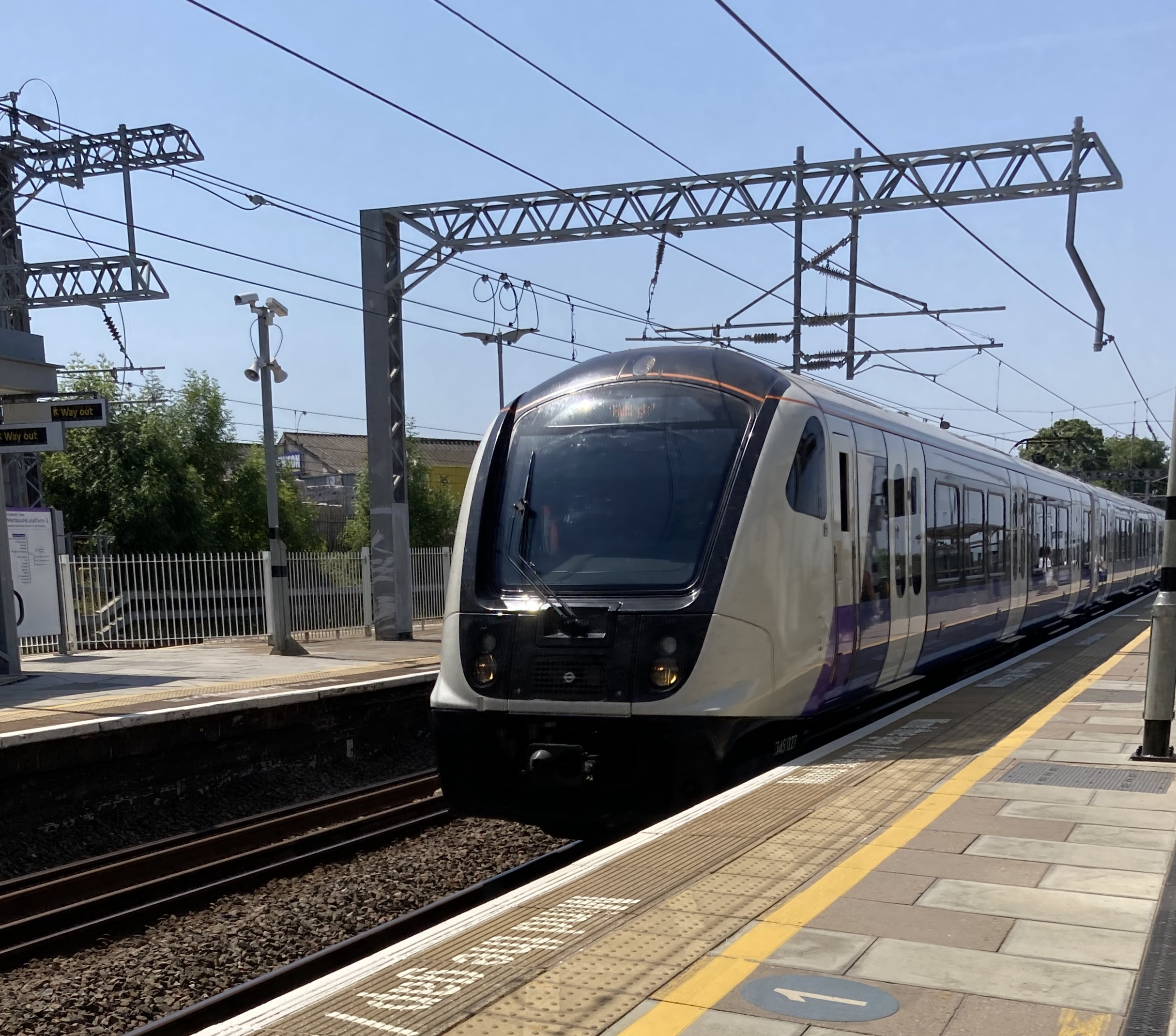
Trein op de Elizabeth Line in Acton Main Line

## Crossrail
Acton Main Line was in de plannen van Crossrail opgenomen als onderdeel van hun oost-west lijn, de Elizabeth Line. In 2003 werd in de eerste openbare raadpleging voorgesteld dat er geen Crossrail-diensten zouden stoppen op het station. In 2004 werd voorgesteld om het station 7 dagen per week aan te doen zonder dat het station verbouwd zou worden. Het aantal zitplaatsen in de treinen naar het centrum van Londen vanaf het station zou verdubbelen, als gevolg van langere en frequentere treinen. Na kritiek werd in 2005 aangekondigd dat als onderdeel van het project een nieuw stationsgebouw zou worden gebouwd en het geheel rolstoeltoegankelijk zou worden. De bouw van de Elizabeth Line begon in 2008 en zou eind 2018 geopend worden. Het bovengrondse deel van deze lijn ten westen van de stad bestaat uit bestaande spoorlijnen en stations, waaronder Acton Main Line, die zijn aangepast voor stadsgewestelijk verkeer, de Elizabeth line werd echter pas op 17 mei 2022 geopend. Vooruitlopend hierop nam Transport for London (TfL) op 20 mei 2018 de diensten tussen Paddington en Heathrow, de Heathrow Connect, over. Op 15 december 2019 nam ze ook de diensten op de westtak onder haar hoede onder de naam TfL Rail. De diensten ten westen van Paddington worden sinds 24 mei 2022 gereden onder de naam Elizabeth line al moeten reizigers tot de opening van Bond Street, in het najaar van 2022, in Paddington overstappen tussen de bovengrondse perrons van het westelijke deel van de lijn en de ondergrondse perrons van het oostelijke deel van de Elizabeth line.

## Reizigersdienst
Samen met de metrostations West Acton en North Acton bedient Acton Main Line de tuindorpen van de GWR. Deze liggen in het grote gebied met gezinswoningen, aan drie zijden begrensd door de genoemde stations en aan de vierde kant door de A40. Deze tuindorpen werden in de jaren 20 van de 20e eeuw opgetrokken door de GWR om hun personeel, met name machinisten, van depot Old Oak Common te huisvesten. Het station wordt bediend door de Elizabeth line.
De normale dienst overdag omvat:
- 4 treinen per uur naar London Paddington
- 2 treinen per uur naar Heathrow Terminal 4
- 2 treinen per uur naar Heathrow Terminal 5

Vanaf het najaar van 2022 rijden de treinen naar London Paddington door nieuwe tunnels onder het centrum van Londen naar Abbey Wood. Vanaf mei 2023 rijden er bovendien treinen door naar Shenfield via de Great Eastern Main Line.
Reizigers naar Reading moeten overstappen in Ealing Broadway of London Paddington.